# Friedrich Fontane
Friedrich Fontane (* 5. Februar 1864 in Berlin; † 22. September 1941 in Neuruppin) war ein deutscher Buchhändler und Verleger.

## Leben
Friedrich „Friedel“ Fontane wurde als siebtes und letztes Kind von Theodor Fontane und dessen Ehefrau Emilie Fontane, geborene Rouanet-Kummer, geboren. Die Eltern waren seit 1850 verheiratet. Er war verheiratet mit Dina Toerpisch (1868–1933); beide sind auf dem Evangelischen Friedhof in Neuruppin begraben.
Nach der überraschenden Hochzeit 1902 mit der verwitweten Deutsch-Amerikanerin Dina Toerpisch legitimierte er seine beiden aus der 10 Jahre dauernden Beziehung mit der Modistin Agnes Hett entstandenen Kinder. 1892 kam der gemeinsame Sohn Georg und am 15. Januar 1901 die Tochter Thea Irma Elsa Hett zur Welt. Diese erlangte in den 1920er Jahren unter dem Namen Thea de Terra als Autorennfahrerin und Schauspielerin eine gewisse Bekanntheit.

## Tätigkeit als Verleger
Friedrich Fontane besuchte das Französische Gymnasium in Berlin, absolvierte von 1881 bis 1884 eine Buchhändlerausbildung bei Langenscheidt. 1888 gründete er ebenfalls in Berlin den Verlag F. Fontane & Co., wobei der Vater an der Geschäftstüchtigkeit des Sohnes von Anfang an zweifelte. Der Sohn gab nicht auf und erwarb nach und nach Rechte an einzelnen Werken des Vaters, der selbst erst nach Einstieg von Friedrich Cohn als Teilhaber in den Verlag seine Zurückhaltung aufgab. Seit Mitte der 1890er Jahre wies der Verlag ein bedeutendes Programm auf und war inhaltlich gleichauf mit dem ebenfalls jungen S. Fischer Verlag. Von 1904 bis 1926 wurden die Werke seines Vaters in 21 Bänden herausgegeben.
In dem Verlag erschien auch von 1895 bis 1900 die Kunst-, Kunstgewerbe- und Literaturzeitschrift Pan, die von
Otto Julius Bierbaum und Julius Meier-Graefe gegründet worden war. 1900 verlor das Heft seine Leserschaft, weil es auch unter Mitwirkung von Friedrich Fontane in konservativer Hinwendung zu einem deutschen Kunstblatt seine internationale Ausrichtung aufgab. Das Ende der Zeitschrift besiegelte letztlich auch den Niedergang des Verlages ab 1903, den Friedrich Fontane durch organisatorische wie finanzielle Eskapaden ruinierte. Friedrich Cohn verließ mit zahlreichen Erfolgsautoren den Verlag, der danach zum reinen Familienverlag mutierte, was Theodor Fontane von Anfang an befürchtet hatte. Mit dem Ersten Weltkrieg und dem Verkauf aller Rechte am Werk Theodor Fontanes an den S. Fischer Verlag existierte der Verlag bis 1928 letztlich nur noch auf dem Papier.

## Tätigkeit als Nachlassverwalter Theodor Fontanes
Theodor Fontanes Testament sprach vom hinterlassenen Vermögen in Höhe von 34.200 Mark der Tochter Martha Fontane sieben Neuntel zu sowie den beiden Söhnen Theodor und Friedrich jeweils nur den Pflichtteil von einem Neuntel. Die Einnahmen aus den Urheberrechten sollten noch bis 30 Jahre nach dem Tod des Vaters zur Hälfte der Tochter und zu je einem Viertel den Söhnen zukommen.
Insbesondere Friedrich empfand das Testament als Benachteiligung gegenüber seiner Schwester und akzeptierte dieses zeitlebens nicht. „Das Gefühl der Zurücksetzung mischte sich bei Friedrich auch mit antijüdischen Ressentiments. Diese richteten sich vor allem gegen Paul Meyer, den er für das Testament verantwortlich machte.“ 1928, mit Ablauf der gesetzlichen Schutzfrist der Autorenrechte, versiegten die Tantiemen und Friedrich Fontane geriet in wirtschaftliche Bedrängnis. Er zog nach Neuruppin, mit dem, was vom materiellen Nachlass noch übrig war, und diente sich unter finanziellen Zusagen der NSDAP an, die unter aktiver Mitwirkung des damaligen Pressereferenten der brandenburgischen Provinzialverwaltung Hermann Fricke, zugleich Mitglied der NSDAP, „den berühmten Ruppiner Fontane...für die Ideologie des Nationalsozialismus umdeutete.“

## Texte
- Der literarische Nachlaß Theodor Fontanes und die Preußische Staatsbibliothek. Neuruppin 1935, 2 Blätter[8]